# Campo Belo do Sul
Campo Belo do Sul là một đô thị thuộc bang Santa Catarina, Brasil. Đô thị này có diện tích 1027,407 km², dân số năm 2007 là 8076 người, mật độ 7,9 người/km².